# Tanaecia crowleyi
Tanaecia crowleyi är en fjärilsart som beskrevs av Butler 1901. Tanaecia crowleyi ingår i släktet Tanaecia och familjen praktfjärilar. Inga underarter finns listade i Catalogue of Life.